# Крылово (Свердловская область)
Крылово — село в Красноуфимском округе Свердловской области. Входит в состав Крыловского сельского совета.

## История
Село основано в 1774 году казаками, охраняющими Красноуфимскую крепость. Названа по фамилии одного из казаков-основателей — Крылова.

## География
Населённый пункт расположен на левом берегу реки Уфа в 9 километрах на востоко-северо-восток от административного центра округа — города Красноуфимск.

### Часовой пояс
Крылово как и вся Свердловская область, находится в часовой зоне МСК+2. Смещение применяемого времени относительно UTC составляет +5:00.

## Население
| 2002 | 2010 | 2021 |
| ---- | ---- | ---- |
| 874  | ↘851 | ↘794 |

### Улицы
Село разделено на девять улиц (Гагарина, Ленина, Луговая, Мира, Новая, Октября, Победы, Советская, Сосновая) и три переулка (Гагарина, Октября, Советский).